# Pedro Álvares da Cunha
Pedro Álvares da Cunha (13 de Janeiro de 1658 - 18 de Janeiro de 1728), 18.º senhor de Tábua, foi um fidalgo e militar português dos séculos XVII e XVIII.

## Biografia
Era filho de D. António Álvares da Cunha, 17.º senhor de Tábua e um dos conjurados de 1640 e de sua mulher, D. Maria Manuel (irmã do 1.º conde de Vila Flor, D. Sancho Manuel de Vilhena); e irmão mais velho do célebre diplomata português, D. Luís da Cunha.
Sucedeu na casa de seu pai e foi assim 18.º senhor de Tábua, administrador do morgado de Bulhaco, senhor da vila de Ouguela e comendador de S. Miguel de Nogueira na Ordem de Cristo.
Foi Trinchante dos reis D. Pedro II e D. João V. 
Serviu nas campanhas militares portuguesas no âmbito da guerra de sucessão de Espanha, sendo coronel de um regimento do Algarve e foi também governador e depois capitão general da ilha da Madeira, nomeado por carta patente de 30 de março de 1711, prestando homenagem a D. João V em 17 de setembro de 1712 e tomando posse logo de seguida, no Funchal, a 1 de outubro de 1712. 
Como chefe da linhagem dos Cunhas, após o falecimento dos seus 4 irmãos mais velhos, prestou especial homenagem a seu tio-avô, o famoso arcebispo de Braga e Lisboa e aclamador em 1640, D. Rodrigo da Cunha. Mandou trasladar os seus restos mortais em 1702 e colocar no seu túmulo um epitáfio, onde D. Rodrigo é descrito como sendo um “Pai da Pátria” e “cardeal nomeado, que não aceitou para libertar a Pátria” (em 1638, o seu tio-avô fora efetivamente convidado para cardeal em Madrid, mas recusara a oferta, escolhendo permanecer em Lisboa, como arcebispo).

## Descendência
Casou duas vezes, sendo sua primeira mulher Inês Maria de Melo, filha de Cristóvão da Costa Freire, senhor de Pancas e Atalaia e de D. Francisca Teresa de Sottomayor. D. Inês Maria de Melo faleceu de sobreparto em 01.11.1704 e com ela teve os seguintes filhos:
- D. Lourença Francisca de Melo, nascida a 10.08.1699 e casada com seu primo segundo D. Sancho Manuel, senhor da vila de Zibreira , com geração;

- D. António Álvares da Cunha, nascido em janeiro de 1701 e falecido em 09.07.1791, que foi 1.º conde da Cunha[3] e vice-rei do Brasil e casou a 01.03.1745 com D. Leonor Josefa Caetana de Noronha, filha de Luís Gonçalves da Câmara Coutinho, senhor das Ilhas Desertas, e de sua mulher D. Isabel de Mendoça, da casa dos condes de Vale de Reis, sem geração;

- D. Luís da Cunha (também conhecido como D. Luís da Cunha Manuel, para ser distinguido do seu tio homónimo, o célebre diplomata D. Luís da Cunha), batizado em 01.08.1703 e falecido em 05.1776, que foi Secretário de Estado dos Negócios Estrangeiros e da Guerra (no segundo governo de D. José I, presidido pelo marquês de Pombal)[4] de 06.05.1756 até maio de 1776.[5][6] Sem geração.

D. Pedro Álvares da Cunha casou pela segunda vez com D. Maria Teresa de Meneses, filha de D. António de Meneses, alcaide-mór de Sintra, comendador de S. Silvestre de Requião e de S. Miguel de Alvarães, senhor do morgado de Ponte de Sor, etc. (sogro de uma célebre amante do rei D. João V, motivo pelo qual sua família passaria a ser conhecida como "Meneses da Flor da Murta"), e de sua segunda mulher D. Antónia Madalena de Vilhena (filha do 1.º visconde de Fonte Arcada), com quem teve os seguintes filhos:
- D. Ana Joaquina da Cunha e Meneses (Lisboa,[9] 30.11.1710 - depois de 1774),[10][11] que casou a 23.09.1728 com D. António José de Ataíde Azevedo e Brito, senhor das honras de Barbosa e de Ataíde (carta de confirmação de 16.03.1722)[12] e das vilas de Aguieira e Mourisca, "senhorios dos seus maiores desde o início do reino",[13] governador da praça de Castelo de Vide, etc., com geração, nomeadamente o sucessor nos referidos senhorios, D. Luís Inácio de Ataíde Azevedo e Brito Malafaia;

- D. Teresa Heliodora de Meneses e Cunha, nascida a 03.07.1716 e falecida a 07.03.1780, que casou a 13.06.1737 com António Sodré Pereira, senhor de Águas Belas, governador e capitão general da Ilha da Madeira, da praça de Mazagão e de Pernambuco, com geração;[1]

- D. José Vasques Álvares da Cunha, que nasceu a 19.03.1724 e f. a 01.12.1812 e foi 2.º conde da Cunha, além de Trinchante da Casa Real,[14] etc., casado pela primeira vez em 1760 com sua sobrinha D. Maria Antónia Xavier Sodré Pereira de Meneses (filha de António Sodré Pereira, acima referido) e pela segunda vez, a 05.12.1791, com sua prima D. Maria do Carmo de Portugal e Meneses, com geração (de ambos os casamentos), em que seguiu a sucessão no título de conde da Cunha;

- D. Juliana Maria Luísa da Cunha e Menezes, nascida a 23.06.1727 e falecida a 29.07.1777, que casou pela primeira vez a 26.09.1740, com Luís de Melo, 16.º senhor de Melo, com geração nos condes de Melo, e depois pela segunda vez, em 1748, com Bernardo de Carvalho e Lemos, 10.º senhor da Trofa, sem geração.[15]